# Чемпіонат Туру WTA 2003, одиночний розряд
Кім Клейстерс була чинною чемпіонкою і змогла захистити свій титул, у фіналі перемігши Амелі Моресмо з рахунком 6–2, 6–0.

## Сіяні гравчині
1. (1)  Кім Клейстерс (переможниця)
2. (2)  Жустін Енен-Арденн (півфінал)
3. (5)  Дженніфер Капріаті (півфінал)
4. (6)  Амелі Моресмо (фінал)
5. (8)  Анастасія Мискіна (Круговий турнір)
6. (9)  Олена Дементьєва (Круговий турнір)
7. (10)  Чанда Рубін (Круговий турнір)
8. (11)  Ай Суґіяма (Круговий турнір)

Note: 
- Серена Вільямс кваліфікувалась, але знялася через операцію на лівому коліні.
- Ліндсі Девенпорт кваліфікувалась, але знялася через операцію на лівій ступні.
- Вінус Вільямс кваліфікувалась, але знялася через травму черева.

## Запасні
1. Надія Петрова (не використана)
2. Віра Звонарьова (не використана)

## Сітка

### Легенда
| - Q = Кваліфаєр - WC = Вайлд-кард - LL = Щасливий лузер | - Alt = Заміна - SE = Виняток - PR = Захищений рейтинг | - w/o = Без гри - r = Зняття - d = Присуджено перемогу |

### Фінальна частина
|  | Півфінали | Півфінали          | Півфінали     | Півфінали | Півфінали |               |   | Фінал         | Фінал | Фінал | Фінал | Фінал |
|  |           |                    |               |           |           |               |   |               |       |       |       |       |
|  | 1         | Кім Клейстерс      | 4             | 6         | 6         |               |   |               |       |       |       |       |
|  | 3         | Дженніфер Капріаті | 6             | 3         | 0         |               |   |               |       |       |       |       |
|  | 3         | Дженніфер Капріаті | 6             | 3         | 0         |               | 1 | Кім Клейстерс | 6     | 6     |       |       |
|  |           |                    |               |           |           |               | 1 | Кім Клейстерс | 6     | 6     |       |       |
|  |           | 4                  | Амелі Моресмо | 2         | 0         |               |   |               |       |       |       |       |
|  | 4         | 4                  | Амелі Моресмо | 2         | 0         | Амелі Моресмо | 7 | 3             | 6     |       |       |       |
|  | 4         |                    |               |           |           | Амелі Моресмо | 7 | 3             | 6     |       |       |       |
|  | 2         | Жустін Енен-Арденн | 62            | 6         | 3         |               |   |               |       |       |       |       |

### Червона група
|   |                  | Клейстерс     | Моресмо       | Дементьєва    | Рубін         | Матчів В–П | Сетів В–П | Геймів В–П | Положення |
| 1 | Кім Клейстерс    |               | 3–6, 6–4, 6–4 | 6–2, 6–2      | 6–4, 6–4      | 3–0        | 6–1       |            | 1         |
| 4 | Амелі Моресмо    | 6–3, 4–6, 4–6 |               | 6–3, 6–2      | 6–4, 4–6, 2–6 | 1–2        | 4–4       |            | 2         |
| 6 | Олена Дементьєва | 2–6, 2–6      | 3–6, 2–6      |               | 4–6, 7–5, 6–1 | 1–2        | 2–5       |            | 4         |
| 7 | Чанда Рубін      | 4–6, 4–6      | 4–6, 6–4, 6–2 | 6–4, 5–7, 1–6 |               | 1–2        | 3–5       |            | 3         |

За рівної кількості очок положення визначається: 1) Кількість перемог; 2) Кількість матчів; 3) Якщо двоє тенісисток після цього ділять місце, особисті зустрічі; 4) Якщо троє тенісисток після цього ділять місце, кількість виграних сетів, кількість виграних геймів; 5) Рішення організаційного комітету.

### Чорна група
|   |                    | Енен-Арденн   | Капріаті      | Мискіна       | Суґіяма       | Матчів В–П | Сетів В–П | Геймів В–П | Положення |
| 2 | Жустін Енен-Арденн |               | 6–2, 6–1      | 7–5, 5–7, 7–5 | 2–6, 4–6      | 2–1        | 4–3       |            | 1         |
| 3 | Дженніфер Капріаті | 2–6, 1–6      |               | 7–5, 5–7, 6–4 | 7–5, 7–6(7–3) | 2–1        | 4–3       |            | 2         |
| 5 | Анастасія Мискіна  | 5–7, 7–5, 5–7 | 5–7, 7–5, 4–6 |               | 6–4, 6–3      | 1–2        | 4–4       |            | 3         |
| 8 | Ай Суґіяма         | 6–2, 6–4      | 5–7, 6–7(3–7) | 4–6, 3–6      |               | 1–2        | 2–4       |            | 4         |

За рівної кількості очок положення визначається: 1) Кількість перемог; 2) Кількість матчів; 3) Якщо двоє тенісисток після цього ділять місце, особисті зустрічі; 4) Якщо троє тенісисток після цього ділять місце, кількість виграних сетів, кількість виграних геймів; 5) Рішення організаційного комітету.